# Química de les dissolucions
La química de les dissolucions és una branca de la química que n'estudia les propietats de les dissolucions.
La dissolució consta de dues parts: solut i dissolvent. Les propietats físiques de la solució són diferents a les del solvent pur: l'addició d'un solut a un solvent augmenta el seu punt d'ebullició i disminueix el seu punt de congelació; l'addició d'un solut a un solvent en disminueix la seva pressió de vapor.
En alguns casos les substàncies es tornen conductores de l'electricitat, malgrat que prèviament a la dissolució no ho fossin.
L'osmosi: es produeix en dissolucions separades per membranes semipermeables que deixa passar el dissolvent però no el solut.